# Welyka Lepetycha
Welyka Lepetycha (ukrainisch Велика Лепетиха; russisch Великая Лепетиха Welikaja Lepeticha) ist eine Siedlung städtischen Typs im Norden der ukrainischen Oblast Cherson mit 8300 Einwohnern (2017).

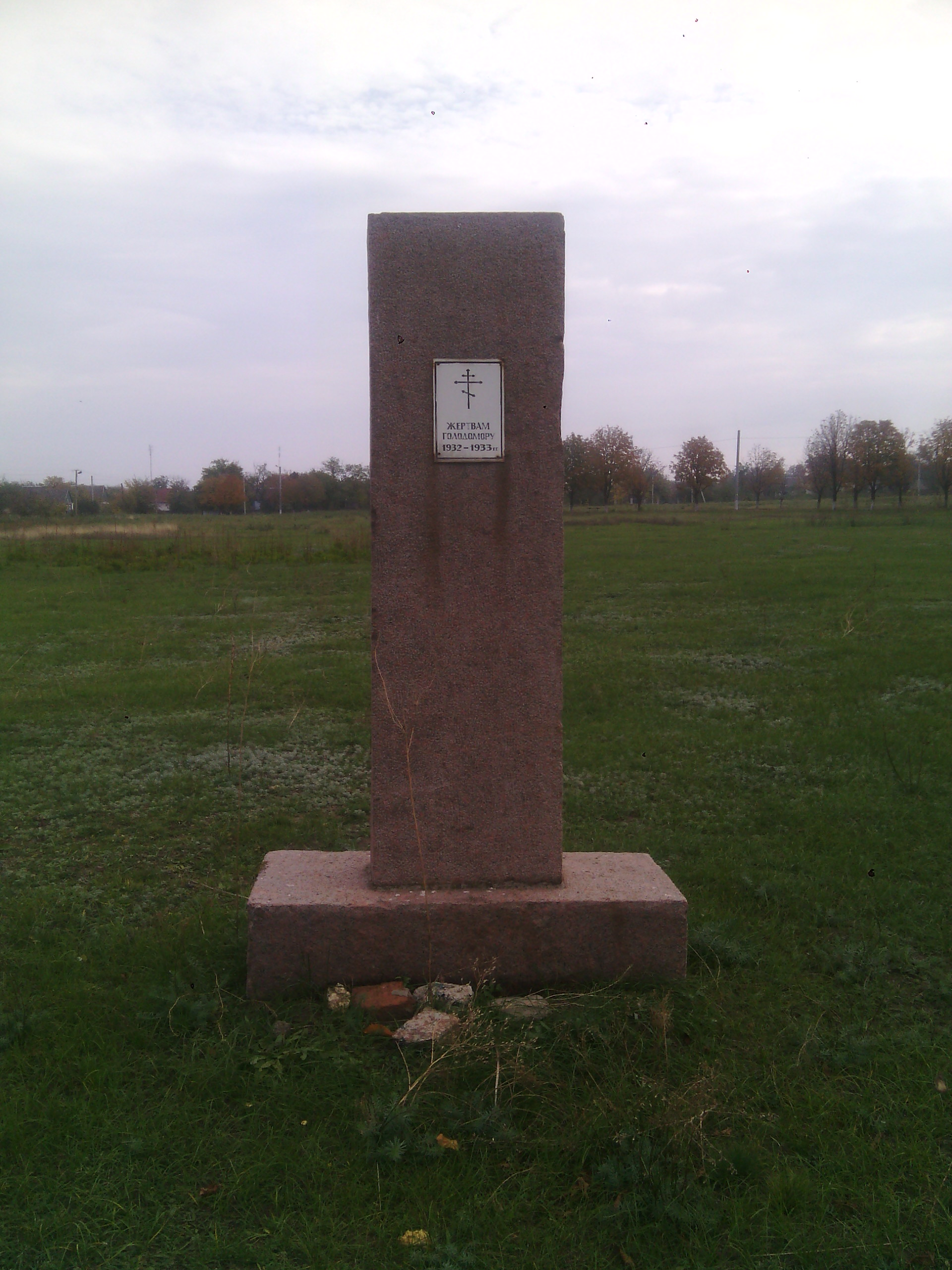
Gedenkkreuz für die Opfer des Holodomor

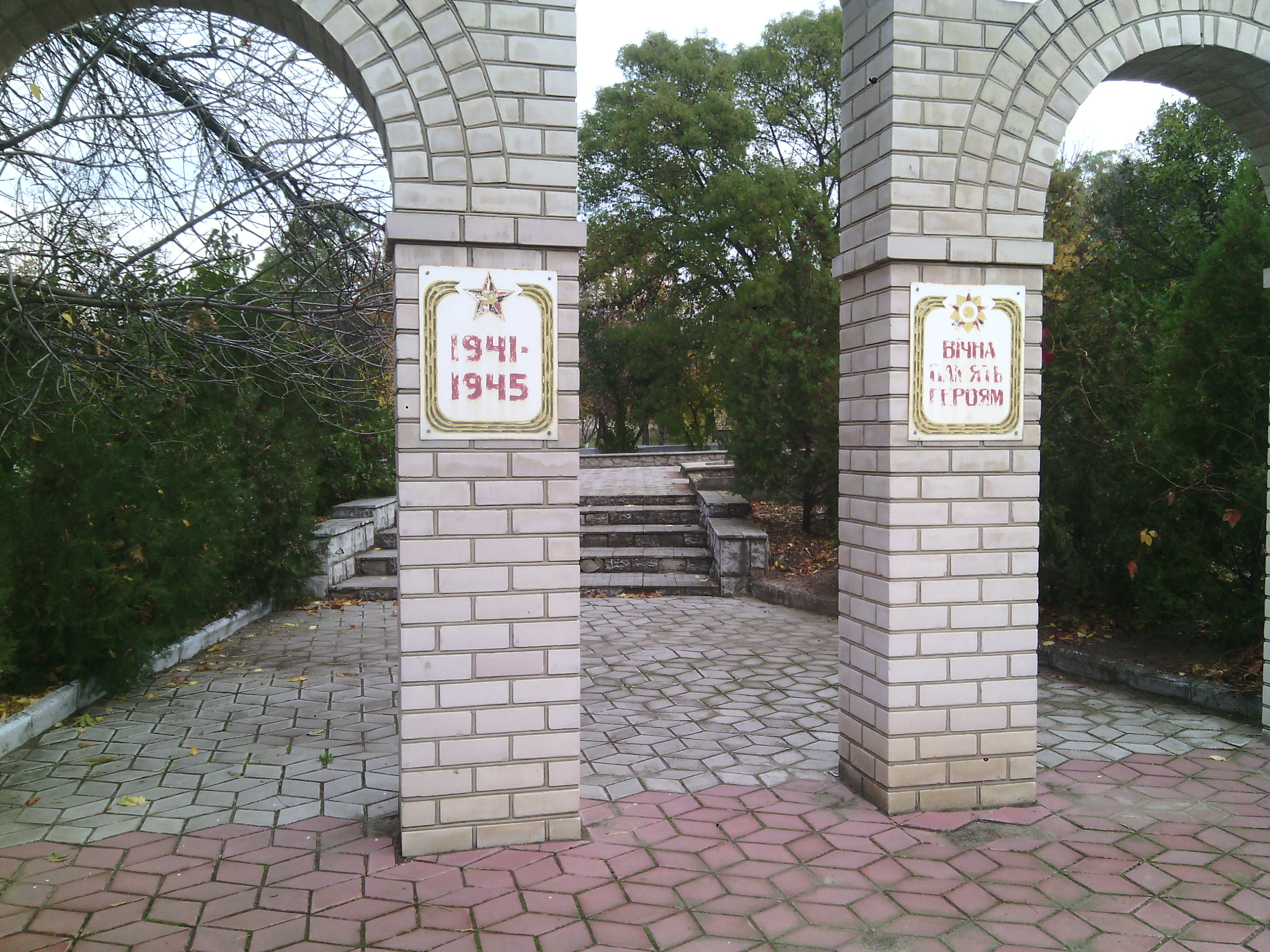
Denkmal im Ort

## Geographie
Welyka Lepetycha liegt am linken Ufer des zum Kachowkaer Stausee angestauten Dnepr 153 km nordöstlich der Oblasthauptstadt Cherson und 75 km nordöstlich von Nowa Kachowka. Der nächstgelegene Bahnhof befindet sich im 51 km entfernten Dorf Sirohosy (ukrainisch Сірогози).
Bei Welyka Lepetycha trifft die Territorialstraße T–22–09 auf die T–08–04.

## Geschichte
Die 1792 gegründete Siedlung war zwischen 1923 und Juli 2020 das Zentrum des gleichnamigen Rajons Welyka Lepetycha. Der von der sowjetischen Regierung organisierte Holodomor in den Jahren 1932–1933 forderte zahlreiche Hungertote im Ort.
Welyka Lepetycha war vom 16. September 1941 bis 8. Februar 1944 von Truppen der Wehrmacht besetzt und hat seit 1956 den Status einer Siedlung städtischen Typs.

## Verwaltungsgliederung
Am 12. Juni 2020 wurde die Siedlung zum Zentrum der neugegründeten Siedlungsgemeinde Welyka Lepetycha (ukrainisch Великолепетиська селищна громада/Welykolepetyska selyschtschna hromada), zu dieser zählten auch noch die 7 in der untenstehenden Tabelle aufgelistetenen Dörfer, bis dahin bildete sie die gleichnamige Siedlungsratsgemeinde Welyka Lepetycha (Великолепетиська селищна рада/Welykolepetyska selyschtschna rada) im Nordwesten des Rajons Welyka Lepetycha.
Seit dem 17. Juli 2020 ist sie ein Teil des Rajons Kachowka.
Folgende Orte sind neben dem Hauptort Welyka Lepetycha Teil der Gemeinde:
| Name                     | Name             | Name                                 |
| ukrainisch transkribiert | ukrainisch       | russisch                             |
| ------------------------ | ---------------- | ------------------------------------ |
| Dmytriwka                | Дмитрівка        | Дмитровка (Dmitrowka)                |
| Kateryniwka              | Катеринівка      | Катериновка (Katerinowka)            |
| Knjase-Hryhoriwka        | Князе-Григорівка | Князе-Григоровка (Knjase-Grigorowka) |
| Kostjantyniwka           | Костянтинівка    | Константиновка (Konstantinowka)      |
| Mala Lepetycha           | Мала Лепетиха    | Малая Лепетиха (Malaja Lepeticha)    |
| Serhijiwka               | Сергіївка        | Сергеевка (Sergejewka)               |
| Serednje                 | Середнє          | Среднее (Sredneje)                   |

## Bevölkerungsentwicklung
| 1832  | 1886  | 1959  | 1970   | 1979   | 1989   | 2001  | 2017  |
| ----- | ----- | ----- | ------ | ------ | ------ | ----- | ----- |
| 1.154 | 5.145 | 8.944 | 10.018 | 10.446 | 10.750 | 9.878 | 8.226 |

Quelle: 1832;
ab 1959;

## Söhne und Töchter der Ortschaft
- Wladimir Dawidowitsch Baranow-Rossiné (1888–1944); russischer avantgardistischer Künstler